# Judit Danyi
Judit Danyi född 6 december 1971, ungersk skådespelare. 

## Filmografi (urval)
- 1995 - Alfred